# 金明区
金明区（きんめい-く）は中華人民共和国河南省開封市にかつて存在した市轄区。
2005年に郊区・竜亭区・鼓楼区・開封県の各一部が合併し、金明区が発足した。
2014年に竜亭区と統合され、竜亭区となった。

## 行政区画
- 街道:城西街道、梁苑街道
- 鎮:杏花営鎮
- 郷:西郊郷、水稲郷